# Parastasia kinibalensis
Parastasia kinibalensis är en skalbaggsart som beskrevs av Ohaus 1901. Parastasia kinibalensis ingår i släktet Parastasia och familjen Rutelidae. Inga underarter finns listade i Catalogue of Life.